# 페가수스 J. 크로포드
페가수스 J. 크로포드(ペガサス・J・クロフォード)는 유희왕 듀얼몬스터즈의 등장인물이다.

## 소개
성우 - 다카스키 지로 / 홍시호
인더스트리얼 일루전(I²)사의 사장으로, 듀얼몬스터즈(Duel Monsters)게임의 창시자이다. 초반에 유우기와 갈등을 보이며 천년 아이템중 하나인 '천년 아이(eye)"를 소유하고 있었으나, 어둠의 바쿠라에게 빼앗긴다. 주로 사용하는 카드는 [새크리파이스], 주 사용 덱은 툰 덱(Toon Deck, 동화 덱)으로 카이바의 동생인 모쿠바와 유우기의 할아버지의 영혼을 봉인한 적이 있다. 이후 유희왕 GX에도 등장한다.